# عید پنجاهه (فیلم)
عید پنجاهه (انگلیسی: Pentecost) یک فیلم است که در سال ۲۰۱۱ منتشر شد.